# Anatoli Gurețki
Anatoli Anatolievici Gurețki (în rusă Анатолий Анатолиевич Гурецкий) (n. 18 martie 1955, raionul Grigoriopol) este un om politic din Transnistria, care a îndeplinit funcția de ministru al justiției al auto-proclamatei Republici Moldovenești Nistrene (2005-2006).

## Biografie
Anatoli Gurețki s-a născut la data de 18 martie 1955 într-un sat din raionul Grigoriopol. A urmat cursurile Institutului Juridic "F.E. Dzerjinski" din Harkov (1975-1979).
După absolvirea facultății, a lucrat începând din 1979 în procuratura raională Lenin a municipiului Chișinău. În august 1983 este transferat în cadrul Procuraturii Generale a RSS Moldovenești, ca procuror însărcinat cu examinarea cauzelor civile ale Curții de Justiție .
În ianuarie 1991, Gurețki devine procuror la Procuratura raională Dubăsari, apoi în noiembrie 1997 la Procuratura municipală din Tiraspol. În perioada noiembrie 2000 - iunie 2005 a lucrat pe postul de procuror al RMN.
La data de 1 noiembrie 2005, prin decret al președintelui auto-proclamatei Republici Moldovenești Nistrene, Anatoli Gurețki a fost numit în funcția de ministru al justiției, înlocuindu-l pe Viktor Balala. A fost eliberat din acest post la 18 octombrie 2006, fiind votat în unanimitate de către deputații Sovietului Suprem de la Tiraspol, la propunerea președintelui Igor Smirnov, în postul de procuror general al republicii separatiste.
Anatoli Gurețki este consilier de stat pe probleme de justiție, clasa a III-a.